# Il fidanzato di mia sorella
Il fidanzato di mia sorella (How to make love like an Englishman) è un film del 2014 diretto da Tom Vaughan.

## Trama
Richard Haig è un professore 40enne di poesia romantica al Trinity College di Cambridge e, come il padre Gordon, è un vero donnaiolo che crede ancora con convinzione nell'amore libero. Ultimamente, però, è sempre meno convinto del suo carattere.
Fidanzato da qualche mese con la studentessa 25enne Kate, a una serata incontra per caso Olivia, esuberante ed eccentrica scrittrice di romanzi alla presa con vari problemi sentimentali, con cui inizia un breve flirt. Ben presto però scopre che questa non è altri che la sorella maggiore di Kate e, poco dopo, quest'ultima le comunica di essere incinta. Richard e Kate decidono di trasferirsi insieme a Malibù, in California, per crescere il loro bambino: i primi anni sono idilliaci e Richard ottiene anche una cattedra parziale in un'università locale e si dedica molto al figlio Jake; però, Kate, anch'ella simpatizzante per l'amore libero, s'innamora del coetaneo Brian, che si trasferisce a casa loro. Richard teme di perdere il diritto di soggiorno e la sua parziale cattedra universitaria negli Stati Uniti e, soprattutto, suo figlio Jake: perciò convince con successo Kate a lasciarlo vivere nella dépendance per gli ospiti finché i documenti per ottenere la cittadinanza non saranno pronti. La situazione peggiora ulteriormente quando Richard viene fermato per guida in stato di ebbrezza: in realtà Richard non ha assunto l'alcool, bensì un farmaco non citato esplicitamente, cosicché crea dei sospetti nel gruppo di terapia antialcolismo che inizia a frequentare. Egli infatti dice di non essere un alcolista ma di bere più che altro nelle feste e a stomaco pieno, per poi invaghirsi della bionda Cindy, una signora del suo stesso gruppo che in realtà è un'agente di polizia sotto copertura. Alla fine di una seduta, Richard fa annusare a Cindy una bustina di marjuana, finendo nei guai con la giustizia.
Richard, infatti, ha iniziato una relazione anche con Olivia, che ricambia e apprezza che Richard abbia lasciato andare Kate con Brian, e, nonostante si affidi all'avvocato Ernesto, i responsabili per l'immigrazione americani non sono facili da impressionare. Alla fine Richard è espulso dagli USA e torna a insegnare in Inghilterra.
Qualche tempo dopo, Gordon muore e lascia al figlio Richard un testamento nel quale chiede di disperdere le sue ceneri nel mare di Malibù: con l'aiuto di Ernesto, Richard riesce a tornare clandestinamente negli USA e, giunto a Malibù, trova Kate, Brian e Jake. Questi chiede a Richard quanto si fermerà con lui e, a questo punto, Richard decide di sposare Olivia (che accetta) capendo che ormai il suo amore è lei e che il suo carattere donnaiolo rischia di farlo restare da solo.